# Potestad reglamentaria
La potestad reglamentaria es la prerrogativa por la que las administraciones públicas pueden crear normas con rango reglamentario, es decir, normas subordinadas a las leyes, ya sean reglamentos, decretos o instrucciones.
No es privativa del Poder Ejecutivo, otros órganos también pueden ejercerla. Así por ejemplo, las Cámaras del Parlamento o Tribunales Superiores de Justicia. No obstante, la potestad reglamentaria está radicada principalmente en el Ejecutivo.
Consiste en dictar normas que regulan las actividades administrativas públicas.